# Pichne
Pichne est un village de Slovaquie situé dans la région de Prešov.

## Histoire
Première mention écrite du village en 1312.

## Démographie

### Évolution de la population
| Année:               | 1994. | 2004.   | 2014.   | 2024.   |
| -------------------- | ----- | ------- | ------- | ------- |
| Nombre de personnes: | 555   | 554     | 571     | 547     |
| Différence:          |       | -0,18 % | +3,06 % | -4,20 % |

| Année:               | 2023. | 2024.   |
| -------------------- | ----- | ------- |
| Nombre de personnes: | 550   | 547     |
| Différence:          |       | -0,54 % |